# Исус Христос суперзвезда
„Исус Христос суперзвезда“ е рок опера на Тим Райс и Андрю Лойд Уебър, представена за първи път на сцена през 1971 г., която разглежда политическите и междуличностни сблъсъци на Юда Искариотски и Исус.
Действието приблизително следва каноничното евангелие за последната, страстната седмица от живота на Исус, като започва с пристигането на Исус и неговите последователи в Йерусалим, и завършва с разпването му на кръст.
Поставянето на спектакъла на Бродуей, Ню Йорк (най-населеният с евреи град в света извън Израел) предизвиква множество обществени спорове и противоречиви оценки, като става причина за протести от страна на много религиозни групи. През 1973 година в Израел е заснет филмовият вариант на мюзикъла с режисьора Norman Jewison.
Преди това рок операта е позната на публиката като музикален албум, в който партията на Исус е изпята от Иън Гилън, участват още и Murray Head и Gary Glitter. В сценичния вариант на мюзикъла не участва никой от тези изпълнители.

## Сценарий и песни
и

### Първо действие
Действието в мюзикъла интерпретира художествено историята на Исус Христос преди Разпятието му по евангелията.
След кратка увертюра пиесата започва с музикален монолог на апостол Юда, който изказва загрижеността относно нарастващата популярност на Исус като „INRI“ и негативните последици, до които това може да доведе („Heaven on Their Minds“). Въпреки че Юда все още обича Исус, той вярва, че Исус е просто човек и че движението става прекалено голямо и ще бъде сметнато за заплаха от властите. И така Юда мисли, че когато се стигне до този момент не само Христос, но и всичките му последователи ще понесат последиците. За разлика от Исус, Юда смята, че светската цел на движението е да се сложи край на мизерията и да се помогне на бедните.
Въпреки предупрежденията на Юда, последователите на Исус мислят само за отиването в Йерусалим, заедно с него. Когато питат Исус, кога ще пристигнат в Йерусалим, той им казва да спрат да се тревожат за бъдещето, тъй като вече всичко е предопределено от съдбата („What's the Buzz?“).
Виждайки, че Исус се дразни от ропота на последователите си, Мария Магдалена му помага да се успокои като го масажира с мехлеми. Юда изказва загрижеността си относно свързването на Исус с Мария. Той смята, че обвързвайки се с нея Исус опровергава всичко което е казал и това ще бъде използвано срещу него и последователите му („Strange Thing Mystifying“). Исус се ядоства и казва на Юда, че не е безгрешен и няма право да съди другите. Тогава Исус упреква апостолите, че са негова сянка и заявява, че нито един от тях не го е грижа за него.
Мария Магдалена уверява Исус, че всичко ще е наред и се опитва да го успокои с още мехлем („Everything's All Right“). В отговор Юда разярен настоява, че парите с които е закупен мехлемът е трябвало да бъдат използвани в помощ на бедните. Исус натъжен обяснява, че нито той, нито последователите му имат достатъчно пари, за да помогнат на всички бедни.
В същото време Йосиф Кайафа, тъст му Анна Бен Сет и други висши еврейски духовници се събират, за да обсъдят Исус и неговото движение. Поддръжниците му достигат хиляди и се е стигнало дотам, че властите се боят от бунт. С оглед на размерите на движението на Исус и факта, че то е съставено предимно от евреи, които не са склонни да приемат римляните с тяхната върховна власт, духовниците считат, че Исус се превръща в заплаха за Римската империя. А ако империума е заплашен, тогава много евреи ще страдат, вероятно дори и тези, които не са поддръжници на Исус. Докато всички обсъждат как да решат проблема с Исус, Кайафа заявява че единственото решение е Исус да бъде убит („This Jesus Must Die“) /действието противоречи на историческата достоверност/.
Когато Исус и последователите му пристигат в Йерусалим се изправят срещу Кайафа, който настоява Исус да ги разпусне. Исус отговаря, че да се сложи край на хистерията е невъзможно („Hosanna“). След това до Исус се приближава Симон Зилота. Осъзнавайки популярността, с която се е сдобил Исус, той му предлага, да поведе тълпата във война срещу Рим и да се сдобие с абсолютна власт („Simon Zealotes“). Но Исус буйно отхвърля предложението и обяснява, че никой от последователите му не разбира какво е истинската власт, нито разбират истинското му послание („Poor Jerusalem“).
Междувременно Пилат Понтийски (управителя на римската провинция Юдея) разказва, че е сънувал за среща с Исус, в резултат от която видял смъртта на Исус, за която той (Пилат) е набеден. Въпреки всичко Пилат не разбира изцяло значението на съня си („Pilate's Dream“).
Исус влиза в храма в Йерусалим и разбира, че е превърнат в пазар, на който се продава всичко от оръжия до проститутки и дрога. Той е бесен и настоява продавачите да напуснат храма („The Temple“) – виж изгонване на търговците от храма. Гневен и уморен Исус се скита и се озовава пред тълпа прокажени, сакати и просяци, които искат да бъдат излекувани. Тълпата е огромна и Исус е залят от нея. Неспособен да реши проблемите на всички, Исус казва на хората сами да се лекуват.
След като тълпата се разотива Мария Магдалена намира разтроения Исус. Тя му казва да си почине. („Everything's Alright-Reprise“) Докато той спи, Мария разсъждава върху факта, че е влюбена в Исус, а той не е като никой от мъжете, в които е била влюбена. За това тя не знае как да се справи с чувствата си („I Don't Know How to Love Him“).
Междувременно Юда се тревожи все повече за разрастващото се движение на Исус. Той обещава да помогне на свещениците в заговора срещу Исус, като се подчератава, че мотивите му не са егоистични („Damned for All Time“). Кайафа настоява Юда да разкрие местонахождението на Исус, за да могат властите да го арестуват. В замяна на информацията Юда ще получи пари – 30 сребърника. Първоначално той отхвърля предложението, поради етически съображения. Но в крайна сметка приема, когато Кайафа му казва, че може да използва парите за благотворителност. Юда решава, че е по-добре да предаде Исус преди движението му да се е разрастнало още повече, което ще доведе не само до неговата смърт, но и до смъртта на последователите му. Поради тази причина той разкрива, че във вторник вечерта Исус от Назарет ще бъде в Гетсиманската градина („Blood Money“).

### Второ действие
Във вторник Исус се среща с дванадестте апостоли на Тайната вечеря. Той знае, че това ще е последната му вечеря с тях. Докато Исус подава хляб и налива вино на сътрапезниците си, той им припомня, че те трябва да мислят за хляба като за тялото му, а за виното – като за кръвта му. След това ги критикува, че никой няма да го помни след смъртта му и че двама от най-близките му сподвижници ще го предадат и ще се отрекат от него. След това Исус разкрива, че този който ще се отрече от него е Петър. Преди Исус да е продумал, Юда заявява, че той ще е човека, който ще извърши предателството, но Исус го оставя да си отиде. Това ядоства Юда и той обвинява Исус за проблемите, до които са стигнали. Разстроен Юда напуска вечерята, за да намери римските войници и да ги доведе при Исус („The Last Supper“).
След като апостолите заспиват, Исус говори с Господ, като се обръща към него с „татко“. Исус Го пита защо той трябва да умре и от какво значение ще бъде това в божия план. Но Исус осъзнава, че не може да се противопостави на божиите намерения (независимо дали разбира последствията от смъртта си или не) и приема съдбата си („Gethsemane“).
Юда пристига с римските войници. За да им посочи кой точно е Исус, той го целува по бузата посредством целувката на Юда. След това Исус е арестуван. Когато апостолите се събуждат, се опитват да се противопоставят на войниците и да освободят Месията, но Исус им казва да свалят оръжията и да оставят властите да го одведат при Кайафа. Когато войниците го водят при Кайафа, тълпа имитираща репортери, пита Исус какво смята да прави, но той отказва да коментира. Когато двамата се срещат, Кайафа пита Исус дали е Божи Син. Исус отговаря: "Това е което вие твърдите, а вие твърдите, „че съм“, т.е. според евангелията това е репликата на Исус пред Пилат. Този отговор е достатъчна причина за свещениците да изпратят Исус при Пилат Понтийски („The Arrest“).
В същото време апостол Петър се сблъсква със старец, войник и девойка при някакво огнище. Те твърдят, че са виждали Петър с Исус, но и на тримата Петър отвръща, че не познава такъв човек. Свидетел на тази сцена става Мария, която след като остава сама с Петър го пита защо се е отрекъл от Исус. Той отговаря, че трябвало да го направи, за да се спаси от арест, в случай, че се разбере, че е близък приятел на Исус. Мария се пита как Исус е знаел предварително, че Петър ще се отрече от него („Peter's Denial“).
Когато Исус пристига при Пилат, Пилат му се присмива. Когато му задава същия въпрос като духовниците, Исус отговаря по същия начин. Пилат е недоволен от отговора и заявява, че тъй като Исус е от Галилея, той не е под негова юрисдикция и го праща при Ирод Антипа („Pilate and Christ“).
Ирод Антипа е чул за слуховете около Исус и е нетърпелив да се срещне с него. Той иска от него много неща: „Превърни водата ми във вино“, „Разходи се върху водата в басейна ми“, но Исус го пренебрегва. Ирод Антипа решава, че Исус е поредния фалшив месия и изобщо не иска да се занимава с него. Изпраща го обратно при Пилат („King Herod's Song“).
В сцена прибавена за продукцията на Бродуей, Мария Магдалена и апостолите с тъга си спомнят за началото на движението им и им се иска да могат да започнат всичко от начало („Could We Start Again Please?“).
Тогава Юда вижда Исус пребит и смачкан от властите. Чувствайки силна вина, той се среща отново със свещениците и се разкайва за постъпката си. Юда усеща, че впоследствие ще го обвинят за смъртта на Исус и ще бъде запомнен като предател. Кайафа му казва, че няма от какво да се срамува и стореното от него ще спаси всички. Независимо от всичко, това не помага на Юда да се отърве от вината си. Когато остава сам, той се чувства предаден от Господ, че във висшия си план, е избрал именно него да предаден Исус. След това Юда се обесва („Judas' Death“).
Исус е заведен отново при Пилат, за да бъде съден. Пилат иска от него да се защитава, но Исус едва говори. Тогава Пилат пита тълпата дали би разпнала своя INRI, на което те отвръщат: „Нямаме друг цар освен Цезар“. (В бродуейската продукция е добавена допълнителна строфа, в която Пилат смъмря тълпата за внезапната почит към Цезар и заявява, че смята тяхното „търсене на Месия за глупаво“. След това казва, че тъй като Исус е душевноболен и е арестуван, не заслужава да умре и иска от тълпата да му даде основателна причина, за да го осъди. Тълпата започва да крещи как Исус оскърбява Рим. Тогава Пилат нарича тълпата лицемери, т.е. фарисеи, тъй като тяхната ненавист към Рим е много по-голяма от тази на Исус). Пилат няма желание да осъжда на смърт Исус и в опит да задоволи кръвожданата тълпа нарежда да го бичуват. След 39 удара тълта все още е недоволна. Исус вече е толкова пребит, че Пилат не може да понесе вината. Надявайки се, че ще може да освободи Исус, Пилат го моли да се защитава, но той отново се въздържа от всякаква защита. Крещящата тълпа и отказа на Исус да се защитава не оставят никакъв избор на Пилат и той с неохота нарежда Исус да бъде разпнат на кръст. Пилат заявява, че тъй като Исус не иска да се защитава, той (Пилат) си „измива ръцете“ от смъртта му („Trial Before Pilate“).
Докато Исус се приготвя да бъде разпнат, при него идва духът на Юда. Юда го пита, защо е решил да си отиде по такъв начин и дали това, което му се случва е част от божия план („Superstar“).
Исус бавно умира на кръста („The Crucifixion“). Пиесата завършва с оркестрово изпълнение – „John 19:41“. Препратката е към Библия, където Исус е положен в гробницата си: „На онова место, дето беше разпнат, имаше градина, и в градината – нов гроб, в който още никой не бе полаган“.

## Музика

### Оркестрация
Музикалните инструменти използвани в пиесата са флейта, кларинет, обой, фагот, валдхорна, тромпет, тромбон, барабани, перкусия, електрическа китара, електрически бас, цигулка, виола и виолончело.

### Албум отБродуей
Операта е издадена първо като албум и след това е представена на сцена – първо на Бродуей, а после на West End, в Лондон (същия подход ще дъде използван от Уебър и Райс и при втория им хит „Евита“). В оригиналния албум, партиите на Исус са изпълнявани от вокала на Deep Purple Иън Гилън, а тези на Юда от Мъри Хед. Гари Глитър има една реплика като свещеник, а Майкъл Д'Або се появява в ролята на Ирод Антипа. „Superstar“, изпята от Юда и „I Don't Know How to Love Him“, изпята от Мария Магдалена (Ивон Елиман) стават големи хитове (кавър на втората, направен от Хелън Реди, също ще достигне топ 10 в САЩ, в началото на 1971 г.).
Оригиналния албум има силен рок привкус и е много различен от по-късните творби на Уебър. Това от части е породено от емоционалното пеене на Хед и Гилън и изпълненията на известни рок сешън музиканти като китариста Нийл Хъбард и Крис Спединг, басиста Алан Спенър и барабаниста Брус Роланд.

### Ранни изпълнения
През юни 1971 г. е изпълнена „първата“ американска сценична версия от учениците в гимназията Southold, Ню Йорк. Освен нея се изнасят и други представления, без разрешението на авторите и това довежда до съдебен иск, в резултат на който са спрени стотици изпълнения изнасяни преди официалната премиера. Пиесата все пак остава любима на общинските и областните театри, като често жени изпълняват мъжките партии (най-вече тези на Юда).

### На Бродуей
На 12 октомври 1971 г., режисирана от Том О'Хорган, „Исус Христос суперзвезда“ е изнесено в Mark Hellinger Theatre на Бродуей. Пиесата получава смесени отзиви и оценки, а от Ню Йорк Таймс смятат, че това е една безсърдечна продукция. Андрю Лойд Уебър също я критикува остро. В представлението участват Джеф Фенхолд, Бен Верийн и Боб Бингам. Бари Денен и Ивон Елиман (оригиналните Кайафа, Пилат и Мария Магдалена) участват в представлението, а също така и Тед Нийли и Анита Морис. Карл Андерсън влиза в ролята на Юда, когато Верийн се разболява. Представлението е свалено след внушителните 18 месеца.

### Спорове
Изпълненията на Бродуей и следващите продукции са порицани от някои религиозни общности. Тим Райс казва: „Идеята е да се погледне Исус през очите на Юда и Исус като човек, а не като бог“. Някои християни считат това, както и пропускването на възкресението като светотатство. Те също така намират образа на Юда за прекалено съчувствен и предизвикващ симпатия, а някои от критиките на Исус за противни. В същото време, някои евреи твърдят, че пиесата подсилва антисемитските твърдения, че именно те са виновни за смъртта на Исус. Тези твърдения са породени от факта, че повечето евреи в пиесата са представени като злодеи (Кайафа и другите духовници, Ирод Антипа) и тълпата искаща смъртта на Исус. Много религиозни групи протестират пред театрите по време на първите изпълнения на Бродуей.
В края на века фурора около пиесата отшумява до толкова, че често се изпълнява от църковни трупи, които я приемат като светска пиеса за Исус.

### Други продукции от 1970-те
През 1971 г. „Исус Христос суперзвезда“ е изнесена в Унгария. Изпълнението е базирано на оригиналната студийна версия, а музикалните части са трансформирани за петчленни рок групи. Групата Korong (от която Тибор Миклош превежда либретото), след няколко изключително успешни представления в университетски клубове в Будапеща е забранена.
В Palace Theatre, Лондон, пиесата е изнесена през 1972 г. В ролята на Исус влиза Пол Николас, а в тази на Юда – Стивън Тейт. Тази продукция е много по-успешна и се играе осем години, с което става най-дълго изпълняваната пиеса за времето си във Великобритания (впоследствие е изместена и e на пето място). По време на 20-ата си годишнина, в пиесата все още участва Пол Николас.
През май 1972 г. оригинална австарлийска продукция е изнесена в Capitol Theatre, Сидни, а по-късно е преместена в Palais Theatre, Мелбърн. Режисирана от Джим Шарман, в пиесата участват Тревир Уайт (Исус), Джон Инглиш (Юда) и Марчия Инес (Мария Магдалена), която е първата черна актриса, която изпълнява тази роля.
През 1976 г. „Исус Христос суперзвезда“ тръгва на първото си американско турне. То продължава до 1980 г.

### Продукции от 1990-те
През 90-те пиесата продължава да се изпълнява. През 1994 г. в Нова Зеландия са внесени промени в продукцията: добавено е китарно соло в началото, изпълнявано от китарист, поставен върху издигната платформа; всички изпълнители са без сандали; червен лазер е използван за камшика по време на бичуването; лазери са използвани и за раните при разпването; представлението приключва с резширяваш се зелен конусов лазер, центриран върху тялото на Исус, който в крайна сметка поглъща и публиката.
През 1994 г. е изнесено представлението „Исус Христос суперзвезда: Възкресение“ в Атланта, Остин и Сиатъл. Тази версия е изнесена от много актьори от алтернативната сцена на Атланта.
През 1992 г. е изилъчена радио версия по BBC Radio 2.

### Други продукции
„Исус Христос суперзвезда“ става културен феномен и има редица продукции в различни държави между които Унгария, Индия, Нова Зеландия, Италия, Франция, Мексико, Чили, България, Южна Африка, Швеция, Русия, Полша, Гърция, Австралия, Филипините, Япония, Панама, Колумбия, Боливия (където е излъчвана и по телевизията) и още много други. В Германия (като най-засегната от националсоциализма) представленито е изпълнявано всяка година в редица общински театри.

## Филми
Филмова адаптация на пиесата излиза през 1973 г. Филмът, режисиран от Норман Джуисън, е заснет в Израел и Близкия изток. Тед Нийли и Карл Андерсън са номинирани за Златен глобус за ролите съответно на Исус и Юда. Както и в оригиналаната бродуейска пиеса, Боб Бингам играе Кайафа. Бари Денен (Пилат Понтийски) и Ивон Елиман (Мария Магдалена) са единствените, които участват в оригиналния студиен запис и в постановката на Бродуей. Въпреки че е критикуван от някои религиозни общности, като цяло филмът е приет добре.
През 2000 г. е направена втора адаптация с участието на Глен Картър (Исус), Джером Прадон (Юда) и Рик Майал (Ирод). Филмът е режисиран от Ник Морис и печели Еми през 2001 г.

## Награди

### Номинации заТони, 1972
- За най-добра партитура: музика – Андрю Лойд Уебър; либрето – Тим Райс
- За най-добър актьор в мюзикъл: Бен Верийн
- За най-добър сценичен дизайн: Робин Уегнър
- За най-добри костюми: Ранди Барчело
- За осветление: Джулс Фишър

### Театрални световни награди, 1972
- Театрала светвна награда: Бен Верийн (победител)

### Драматични пюпитър награди, 1972
- Драматична пюпитър награда за най-обещаващ композитор: музика – Андрю Лойд Уебър (победител)

### Номинации за Тони, 2000
- Награда Тони за най-добро възстановяване на мюзикъл: продуцирана от The Really Useful Superstar Company, Inc., Nederlander Producing Company of America, Inc.; с помощта на Тери Алан Крамър